# Saison 4 de La Petite Maison dans la prairie
Chronologie
Saison 3 Saison 5
Cet article présente la 4e saison de la série télévisée La Petite Maison dans la prairie (Little House on the Prairie).

## Acteurs principaux
Sont crédités comme acteurs principaux ceux qui sont inscrits au générique
- Michael Landon : Charles Philip Ingalls
- Karen Grassle : Caroline Quiner Holbrook Ingalls
- Melissa Gilbert : Laura Elizabeth Ingalls
- Melissa Sue Anderson : Mary Amelia Ingalls
- Lindsay et Sidney Greenbush : Carrie Ingalls
- Karl Swenson : Lars Hanson
- Richard Bull : Nels Oleson
- Katherine MacGregor : Harriet Oleson
- Kevin Hagen : Docteur Hiram Baker
- Dabbs Greer : Révérend Robert Alden
- Charlotte Stewart : Mademoiselle Eve Beadle épouse Simms
- Moses Gunn : Joe Kagan

## Fiche technique
Diffusion TV en 1977

## Épisodes

### Épisode 1:Kezia
- Kezia reste à Walnut Grove jusqu'à la fin de sa vie ; elle réapparaîtra dans deux épisodes : L'Étranger dans la maison et  Le Monstre du lac.
- Le chien Jack meurt dans cet épisode, il est remplacé par Bandit.
- C'est dans cet épisode qu'apparaît pour la première fois le personnage de Jonathan Garvey, campé par Merlin Olsen, ancien joueur de football américain décédé en 2010.

### Épisode 3:Ellen
Quand Laura et Mary vont se baigner avec leur amie Ellen Taylor, des garçons viennent les voir. Les filles se cachent sous l'eau jusqu'à leur départ. Laura et Mary reviennent, mais Ellen reste coincée sous la surface et se noie. Eloise, la mère d'Ellen, frappée de chagrin, blâme Laura pour la tragédie, puis repousse les efforts de plusieurs personnes pour lui remonter le moral.

### Épisode 4:L'Étranger dans la maison
- Kezia apparaît dans cet épisode avec son corbeau.
- L'acteur Gil Gerard qui incarne Chris Nelson était le personnage principal du film et de la série  Buck Rogers au XXVe siècle.

### Épisode 5:Les Loups
- On apprend dans cet épisode l'origine de la discorde entre Jonathan Garvey et Larabee, quand ils habitaient tous deux au Kansas. Mme Oleson a entendu dire que Garvey lui aurait volé des fourrures, alors qu'une autre version (défendue par M. Oleson) prétend que Garvey avait été accusé à tort, ce qui a eu pour effet d'humilier Larabee devant la ville entière.
- Quand ils sont enfermés dans la grange, les enfants chantent Oh! Susanna pour se donner du courage.
- C'est dans cet épisode qu'apparaît pour la première fois Alice Garvey et son fils Andrew.

### Épisode 12:Vive la mariée
- Les enfants jouent au base ball devant l'école en début d'épisode.
- Le cheval des Olson se nomme Ursule.
- On ne voit pas Charles ou Caroline Ingalls dans cet épisode. Pas plus que Carrie. Laura apparaît 30 secondes en début d'épisode.

### Épisode 14:Rivalité
- Charles est blessé au pied gauche dans cet épisode

### Épisode 15:La Rumeur
- Mlle Peel surnomme Mary Jézabel, du nom de la princesse phénicienne présentée dans la Bible comme une étrangère vicieuse et malfaisante qui incite le roi et le peuple à se détourner de l'Éternel.
- Hébergée chez les Fisher, Mary parle à ses hôtes d'un nouvel outil de communication qu'ils ne connaissent pas et qui vient d'être inventé par Alexander Graham Bell : le téléphone.
- Le salaire annoncé pour Mary est de 15 dollars par mois.

### Épisode 16:Souvenirs
- L'acteur qui joue Charles jeune est Matthew Laborteaux qui jouera plus tard le rôle d'Albert Ingalls, le fils adoptif de Charles et Caroline.

### Épisode 17:Les Bons amis
- L'acteur qui joue Nathaniel Mears est Donald Moffat que l'on a pu voir dans le rôle de Rem dans la série télévisée L'Âge de cristal. Il est mort le 20 décembre 2018.

### Épisode 19:L'Étranger
- Olaf Lundstrom est le cousin de Nels Oleson, mais nous n'avons pas plus de précision sur leur lien de parenté.
- Pendant l'absence des Oleson, le magasin familial est tenu par Charles Ingalls.
- Charles a une façon très particulière d'apprendre à nager à Peter : il le jette à l'eau et lui demande ensuite de se débrouiller.
- Harriet Oleson joue de l'orgue dans son salon, alors que plus tard dans la série cet instrument devient un piano (saison 6 épisode 12 Ne coupez pas).
- Le pont en bois au-dessus du lac apparaîtra dans d'autres épisodes de la série.
- Ce n'est pas la première fois que Charles apprend à un père qu'il doit aimer son fils : il a déjà fait cette leçon à M. Stokes à propos de Petit Aigle (saison 3 épisode 15 Le Petit Indien).

### Épisode 20:Un bien si précieux
- Cet épisode fait référence à la mort de Charles Frederick Ingalls à l'âge de 10 mois et que Caroline a perdu il y a 4 ans.